# Cabrini (2024.)
Cabrini je američka biografska drama iz 2024. koju je režirao Alejandro Gómez Monteverde i napisao Rod Barr. Film opisuje život katoličke misionarke Francesce Cabrini, koju tumači Cristiana Dell'Anna, dok nailazi na otpor svojim dobrotvornim i poslovnim naporima u New Yorku. Film istražuje seksizam i antitalijanski rasizam s kojima su se Francesca Cabrini i drugi suočavali u New Yorku tijekom kasnog 19. stoljeća. Francesca Cabrini prva je naturalizirana državljanka SAD-a koju je kanonizirala Katolička Crkva.
Film je u Sjedinjenim Državama objavljen 8. ožujka 2024. u izdanju Angel Studiosa, a u Hrvatskoj od 13. ožujka.

## Radnja
Mlada Talijanka Francesca Cabrini dolazi u New York 1889. s ograničenim sredstvima. Pogođena teškim pritužbama, siromaštvom djece, kriminalom i nedostatkom perspektive u New Yorku, počinje osnivati ustanove za pomoć. Međutim, njezini dobrotvorni i poslovni napori nailaze na otpor. Malo po malo, ona gradi tvrtku koja donosi nadu i mijenja živote tisuća ljudi. Ono što izdvaja Cabrini je njena odlučnost, poduzetničke vještine i snažna vjera. Film se također bavi temama seksizma i antitalijanizma s kojima su se Cabrini i drugi suočavali u New Yorku krajem 19. stoljeća.

## Glumci
- Cristiana Dell'Anna kao Francesca Cabrini
- David Morse kao nadbiskup Corrigan
- Romana Maggiora Vergano kao Vittoria
- Federico Ielapi kao Paolo
- Virginia Bocelli kao Aria
- Rolando Villazon kao DiSalvo
- Giancarlo Giannini kao papa Lav XIII.
- John Lithgow kao gradonačelnik Gould
- Federico Castelluccio kao senator Bodio[
- Jeremy Bobb kao reporter New York Timesa Theodore Calloway